# SN 1962N
SN 1962N – supernowa odkryta 3 grudnia 1962 roku w galaktyce MCG +05-36-13. W momencie odkrycia miała maksymalną jasność 17,00m.